# Saint-Brès (Hérault)
Saint-Brès (okzitanisch Sant Breç) ist eine französische Gemeinde mit 3.462 Einwohnern (Stand: 1. Januar 2022) im Département Hérault in der Region Okzitanien. Sie gehört zum Arrondissement Montpellier und zum Kanton Le Crès. Die Einwohner werden Saint-Brésois genannt.

## Geographie
Saint-Brès liegt etwa 13 Kilometer nordöstlich von Montpellier am Fluss Bérange. Umgeben wird Saint-Brès von den Nachbargemeinden Castries im Norden und Nordwesten, Saint-Geniès-des-Mourgues im Nordosten, Valergues im Osten, Lansargues im Südosten, Mudaison im Süden sowie Baillargues im Westen.
Durch die Gemeinde führt die frühere Route nationale 113. Der Bahnhof von Saint-Brès liegt an der Bahnstrecke Tarascon–Sète-Ville.

## Bevölkerungsentwicklung
| Bevölkerungsentwicklung | Bevölkerungsentwicklung | Bevölkerungsentwicklung | Bevölkerungsentwicklung | Bevölkerungsentwicklung | Bevölkerungsentwicklung | Bevölkerungsentwicklung | Bevölkerungsentwicklung | Bevölkerungsentwicklung |
| ----------------------- | ----------------------- | ----------------------- | ----------------------- | ----------------------- | ----------------------- | ----------------------- | ----------------------- | ----------------------- |
| Jahr                    | 1962                    | 1968                    | 1975                    | 1982                    | 1990                    | 1999                    | 2006                    | 2017                    |
| Einwohner               | 438                     | 573                     | 1094                    | 1515                    | 1958                    | 2477                    | 2603                    | 2948                    |

## Sehenswürdigkeiten

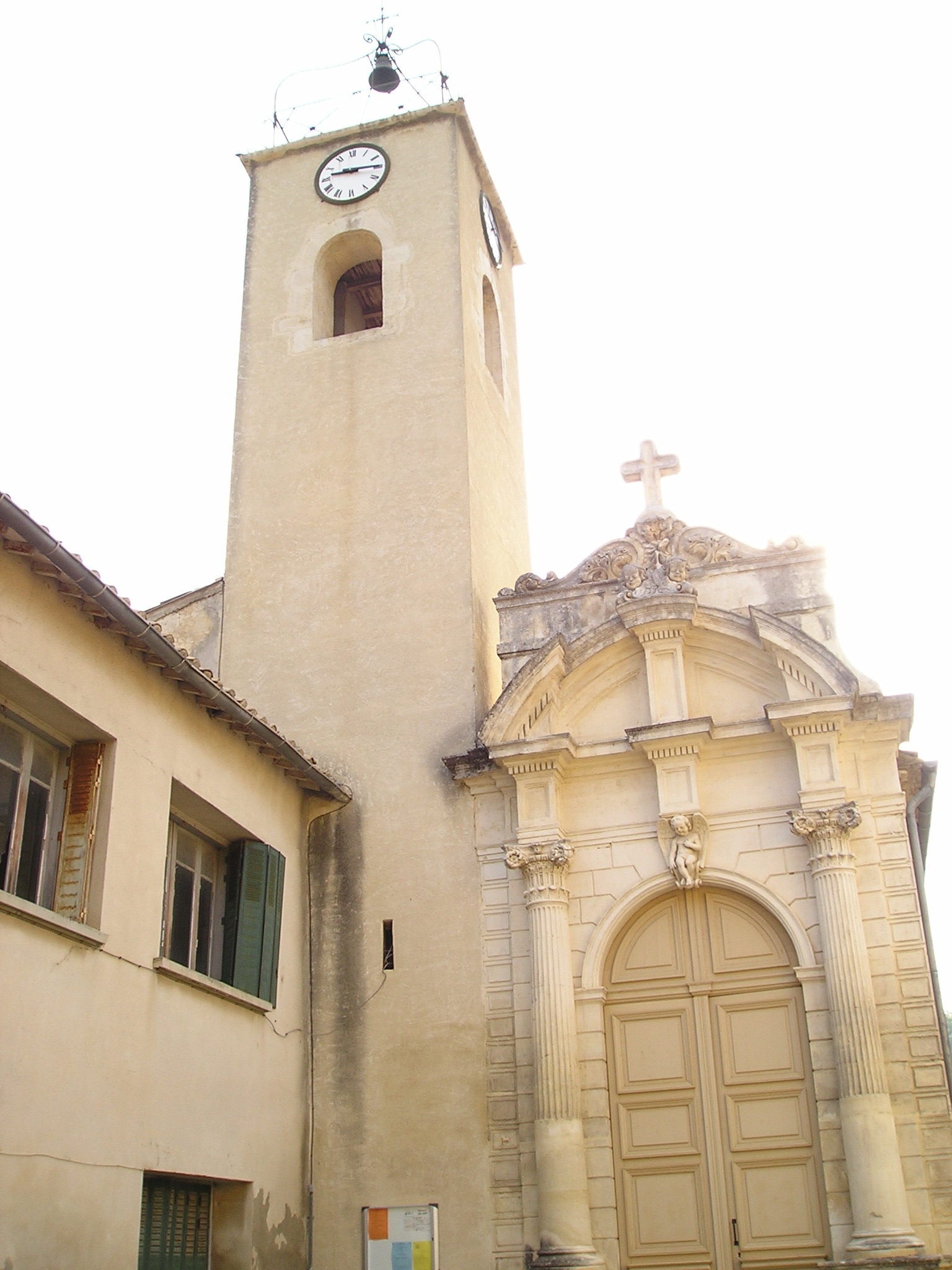
Kirche Saint-Brice

- Kirche Saint-Brice
- Alte Brücke